# Konstantin Kowalski
Konstantin Kowalski (russisch Константин Ковальский; * 1890 in der Ukraine; † 1976) war ein russischer Musiker. Der gelernte Geiger war einer der ersten Theremin-Spieler. Insgesamt spielte er über einen Zeitraum von 50 Jahren mehr als 3000 Solokonzerte mit dem Instrument.
Nachdem das Theremin 1921 in Moskau erstmals der Öffentlichkeit vorgeführt worden war, begann Kowalski nach dem Erfinder Lew Termen als zweiter Musiker mit dem Instrument aufzutreten. Kowalski hatte sich die Hand gebrochen und sah das berührungslos zu spielende Theremin als ideals Instrument an, um wieder mit der Musik zu beginnen. Kowalski konstruierte sein eigenes Instrument, bei dem er mit der rechten Hand die Tonhöhe variierte, aber mit einem Pedal die Lautstärke. Mit links bediente er eine Reihe von Knöpfen, die weitere Kontrolle über die Musik erlaubte, wodurch er beispielsweise Stakkati oder Triller spielen konnte. Er spielte sowohl klassisches Repertoire, das er für das Theremin adaptierte, als auch neu komponierte Stücke. Mehrfach spielte er dabei auch mit Termen zusammen.
Für den von Gawriil Popow mit einem Soundtrack versehenen Film Komsomol – Förderer der Elektrifizierung spielte er die Theremin-Teile. Kowalski setzte seine Konzerte auch in der Zeit durch, in der jegliche Form der Modernen in der sowjetischen Kunst verpönt war. Mit dem Ensemble für elektronische Musik des Fernsehens und Radios der UdSSR spielte er als Solo-Musiker. Dort spielte er volkstümliche Musik, sowjetische politische Lieder, und einige populäre Stücke klassischer Musik. Nach seinem Tod nahm Lidija Kawina diese Stelle ein.
Kowalski spielte lange sein adaptiertes Röhren-Theremin, das er allerdings über die Jahre so gestaltete, dass es im Sitzen zu spielen war. 1972 entdeckte er in einem Artikel von Lew Koroljow auf das neuere und wesentlich handlichere Transistor-Theremin aufmerksam wurde. Zusammen mit Koroljew begann Kowalski zwischen 1971 und 1976 ein neues Theremin auf dieser Grundlage zu entwerfen, indem der Physiker Koroljew seine Pläne an die Anforderungen des Musikers anpasste. Dieses baute auf Kowalskis älterem Design auf, besaß beispielsweise aber auch eine optische Anzeige für die gespielten Töne.
Kowalski, der um die Fortexistenz des Theremins fürchtete, bemühte sich, neue Schüler zu finden, wovon seine bekannteste Soja Ranewskaja ist, die bis mindestens in die 1990er konzertant auftrat.